# 小行星1465
小行星1465（1465 Autonoma）是一颗绕太阳运转的小行星，为主小行星带小行星。该小行星于1938年3月20日发现。
該小行星以薩爾瓦多自治大學（Universidad Autonoma de El Salvador）的縮寫命名。

## 轨道参数
小行星1465的轨道半长轴为3.0282870 UA，离心率为0.177。